# Manuel Mariano Ribera
Fra Manuel Mariano Ribera (Cardona, 20 de novembre de 1652 - Barcelona, 21 de novembre de 1736) fou un religiós mercedari i cronista. Prengué l'hàbit el 10 d'agost de 1675, va ser tres cops prior de Barcelona i després provincial, definidor general, i secretari del vicari general de l'ordre, i nomenat en Corts especulador del reial arxiu de Barcelona. Home instruït no només en les ciències eclesiàstiques, sinó també en la història profana, fou elegit cronista general de la religió el 1718 a Saragossa, ocupació que exercí molts anys. Va escriure les següents obres:
- «Milicia mercenaria, o tratado de la institución de la orden», un volum imprès a Barcelona per Pablo Campins el 1726.
- «Real patronato de la leal y militar orden de N. S. de la Merced» (Pablo Campins, Barcelona, 1725);
- «Real capilla de Barcelona» (Barcelona, Jaume Suriá 1698).

Aquestes obres estan plenes de documents trets del reial arxiu de Barcelona. Serra al seu llibre de «Finezas de los ángeles» diu que tenia per imprimir moltes altres obres entre elles esmenta:
- «La vida de Sta. Maria de Cervello. Apología o vindicias de la patria de Sta. Isabel reina de Portugal»; on postula que és filla de Barcelona. Serra diu que va veure aquest manuscrit a l'arxiu de la Mercè,
- «Perla de Barcelona, imagen de N. S. de la Merced» (Barcelona, 1737)
- «Tratado de la inmemorial devoción de Cataluña al misterio de la Concepción»;
- «Tratado de las Excelencias y grandezas de la ilustre villa de Cardona»;
- «Gozos de María al pie de la cruz» (Barcelona, 1727);
- «Memorias para la canonizacion de S. Serapio, S. Pedro Armengol, y Sta. María de Socós»;
- «Del origen de las barras de Aragón» tractat manuscrit.
- Genealogia de la nobilissima familia de Cervellón (en castellà).  Barcelona: Pablo Campins Impressor, 1733.

Al «Diario de los literatos de España» hi ha l'elogi sepulcral que li va fer Serra i Postius, amb un índex de les seves obres. En temps de Torres i Amat es conservaven al convent de la Mercè quatre toms manuscrits de les diverses obres del mestre Ribera i entre elles «Alegación apologética en defensa del religioso estado de S. Pedro Pascual mártir, obispo de Jaén contra D. Juan de Ferraras» impresa a Barcelona 1720.